# بونتي بريتا
بونتي بريتا (بالبرتغالية: Ponte Preta‏)؛ بلدية في ولاية ريو غراندي دو سول في البرازيل. بلغ عدد سكانها 1965 نسمة بحسب تقديرات عام 2006.